# 博克龍屬
博克龙属（学名：Beg，得名自喜马拉雅神博克孜）是一属新角龙类恐龙，生存于白垩纪早期的蒙古，仅含唯一种博克孜龙（Beg tse），所知于部分颅骨和一些非常零碎的颅后骨骼。博克龙被视为已知最原始的新角龙类。

## 发现与命名
正模标本IGM 100/3652发现于蒙古国南戈壁省的朝格特敖包县附近的西巴彦乌兰组，该标本的年代为1.13亿至9.4亿年前，位于下白垩统和上白垩纪交界处。
博克龙命名自博克孜，藏傳佛教中的護法神，也是蒙古文化中的战神。其通常被描绘成具有一张布满皱褶的脸，类似于保存下来的恐龙颅骨的样子。

## 叙述
根据颅骨的尺寸，博克龙可能长约140（5.5英寸），更接近于一只中等大小的新角龙类，类似于隐龙或辽宁角龙。它显示了基底角龙类和其它新角龙类之间的过渡特征，因为它是二者之间的系统发育中间产物。该属的其它化石材料皆是碎片，包括一块肋骨、部分左肩胛骨、部分右坐骨，以及许多无法识别的骨骼碎片。

## 古生态学
博克龙生存于蒙古国南部的西巴彦乌兰组。蜥脚类、甲鱼和恐龙蛋（如副蜂窝蛋未定种）化石亦在此地有所发现。